# Wiener Edition Alter Musik
Wiener Edition alter Musik : eine Reihe wissenschaftlich-kritischer Partitur-Ausgaben mit Musik des 17. Jahrhunderts ist eine Editionsreihe der Hochschule/Universität für Musik und Darstellende Kunst in Wien, Abteilung Musikpädagogik, mit Musik des 17. Jahrhunderts. Sie wird von Rudolf Hofstötter und Ingomar Rainer herausgegeben. Sie erscheint seit 1998 in Wien bei Doblinger.

## Inhaltsübersicht
- 1. Concerti ecclesiastici / Giovanni Paolo Cima
- 2. Sonate concertate: libro primo / Dario Castello
- 3. Sonate concertate: libro secondo
- 4. Missa S. Spiritus / Johann Heinrich Schmelzer
- 5. Stärcke der Lieb: sepolcro / Johann Heinrich Schmelzer
- 6. Diverse Sonaten / H.I.F. Biber, H. Schmelzer
- 7. Cantiones sacrae / Giovanni Girolamo Kapsberger
- 8. Missa Mater purissima / Johann Heinrich Schmelzer
- 9. Requiem / Johann Heinrich Schmelzer
- 10. Vesperae à 32 / Heinrich Ignaz Franz Biber
- 11. Requiem à 5 vocibus / Johann Kaspar Kerll
- 12. Missa superba / Johann Kaspar Kerll
- 13. Requiem à 15 / Heinrich Ignaz Franz Biber
- 14. Missa nigra / Johann Kaspar Kerll
- 15. Missa Jesu cruzifixi / Johann Heinrich Schmelzer
- 16. Vesperae sollenes / Johann Heinrich Schmelzer
- 17. Missa alleluja à 36 / Heinrich Ignaz Franz Biber
- 18. Madrigali: libro primo
- 19. Madrigali: libro secondo / Francesco Turini
- 20. Missa cuius toni / Johann Kaspar Kerll
- 21. Missa non sine quare / Johann Kaspar Kerll
- 22. Missa patientiae et spei / Johann Kaspar Kerll
- 23. Missa SS. Innocentium / Johann Kaspar Kerll
- 24. Missa corona virginum / Johann Kaspar Kerll
- 25. Missa in fletu solatium / Johann Kaspar Kerll
- 26. Missa renovationis / Johann Kaspar Kerll
- 27. Missa pro defunctis / Johann Kaspar Kerll
- 28. Sonate / G. B. Fontana
- 29. La Calisto / Francesco Cavalli
- 30. Sonaten verschiedener Besetzung / Johann Heinrich Schmelzer
- 31. Missa quasi modo genita / Johann Caspar Kerll
- 32. Missa a 3 chori / Johann Caspar Kerll
- 33. Vier Messen a due chori / Christoph Straus
- 34. Missa Defunctorum / Giovanni Felice Sances
- 35. Requiem Ferdinandi III / Giovanni Felice Sances
- 36. Missa da Capella A Sei Voci, Vespro della B. Vergine, Magnificat A 6 Voci / Claudio Monteverdi
- 37. L’Orfeo, Favola in musica / Claudio Monteverdi
- 38. Selva morale et spirituale / Claudio Monteverdi
- 39. Missa Spiritus Sancti / Christoph Straus